# Асука период
Асука период (飛鳥時代 Asuka jidai), је трајао од 538. до 710. године (или 592-645. године); иако се почетак овог период преклапа са пређашњим Кофун периодом. Јамато владавина се поприлично развија током Асука периода, који је добио име по Асука области (налази се око 25Км јужно од модерног града Наре).

## Таика реформа
Цар Котоку је од 645. до 649. године у Јапану извршио политичке и економске реформе са јасним циљем. После елиминисања породице Сога у јуну 645. године, једна фракција на двору предвођена Накатоми но Каматари и принцом Нака но Ое одлучила је да сломи независну власт различитих уџи (кланова) и да под директну контролу двора ставе све људе и сву земљу.
С тим циљем у јануару 646. године издат је едикт у коме принц Нака но Ое и цар Котоку објављују своје планове да успоставе нови систем регионалне администрације, да саставе регуларне регистре домаћинстава, да доделе земљу сељацима и да убирају три врсте пореза од сваког одраслог мушкарца.
Реформисти су тако имали за циљ да постепено успоставе централизовану државу по угледу на Кину, али док је развој такве државе морао да сачека на одредбе закона Асука Кијомихара-е 689. године и на компилацију Којнен-Чаку регистра популације из 690. године; у свом најширем смислу Таика реформа односи се на политичке промене у другој половини VII века.